# Pathologie

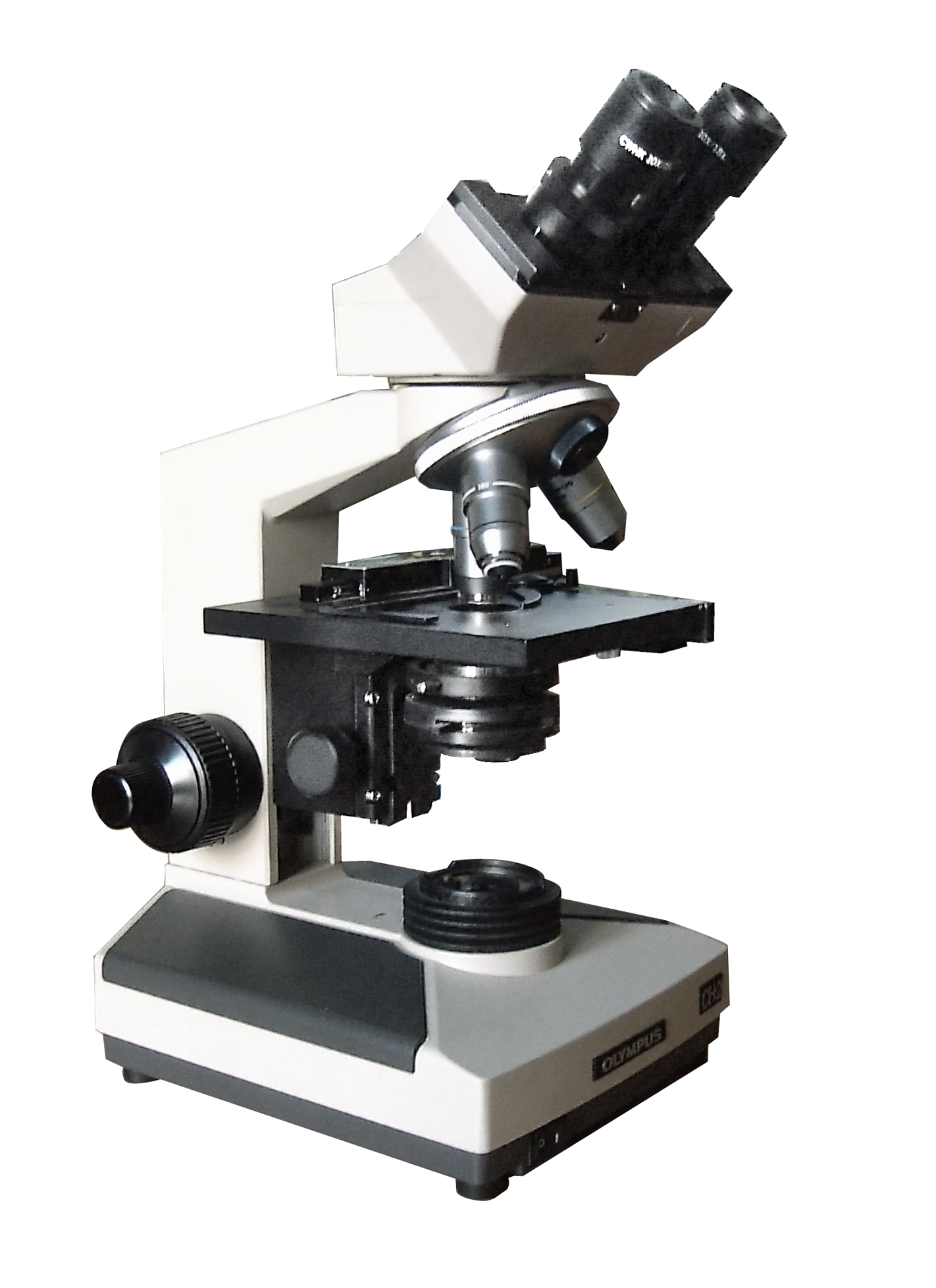
Lichtmikroskop, das wichtigste Arbeitsgerät des Pathologen

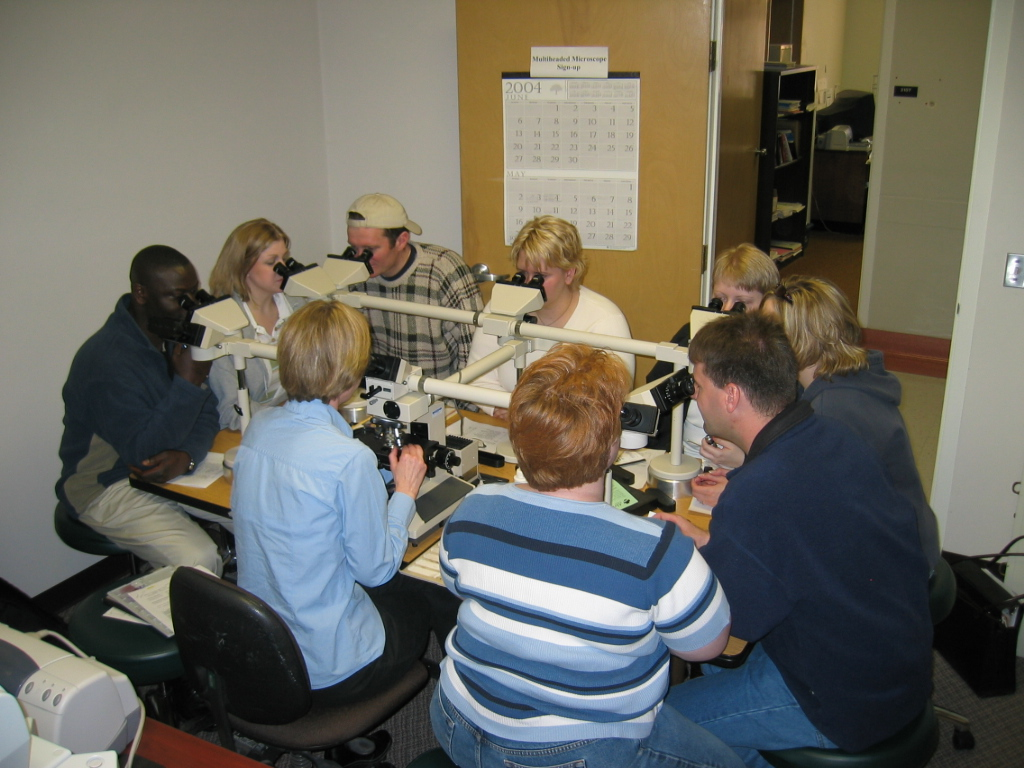
Schwierige Fälle werden mithilfe einer Diskussionsbrücke am Mikroskop besprochen.

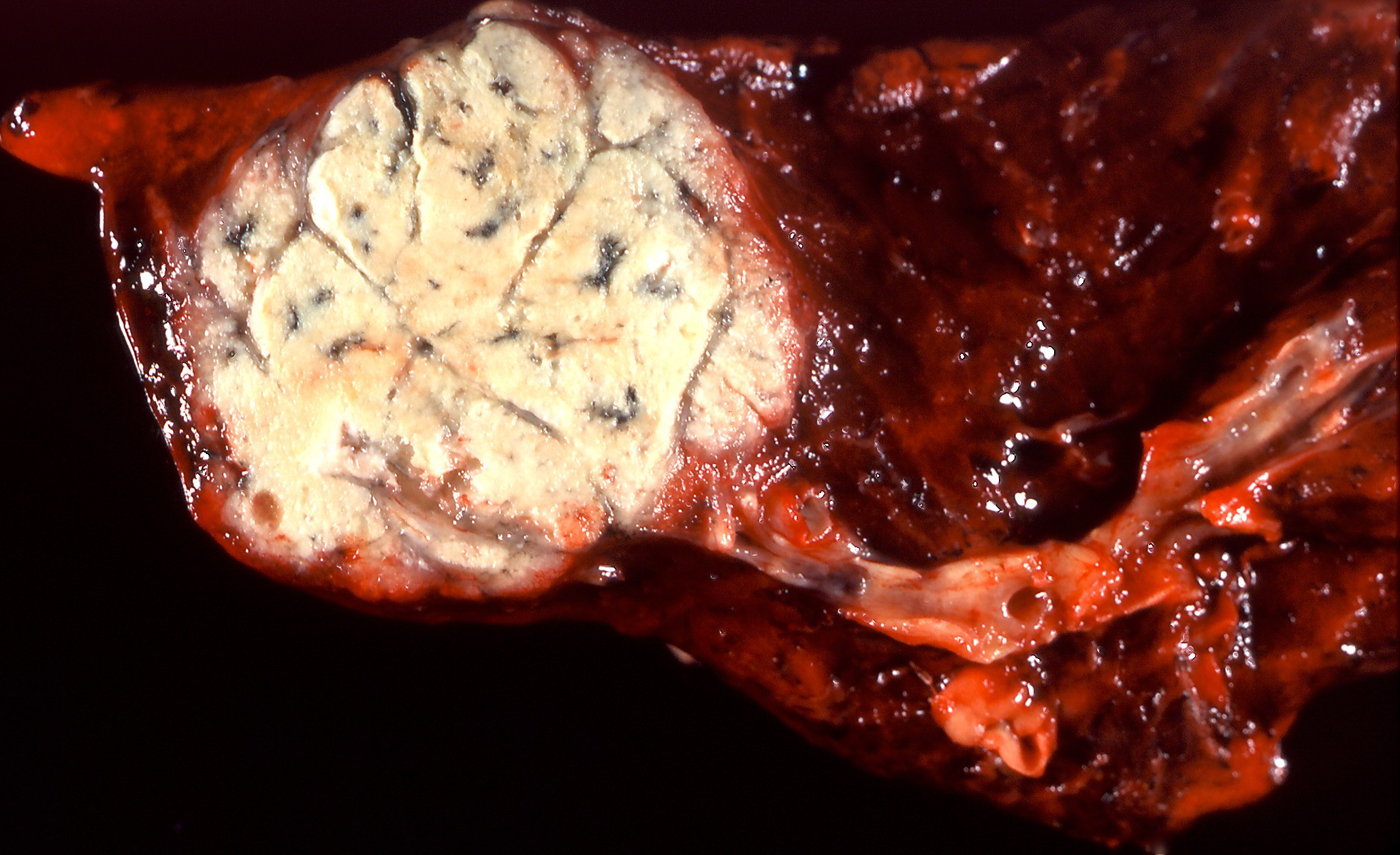
Makroskopischer Aspekt einer Lungenmetastase bei Darmkrebs mit typischer beige-hellgrauer Tumorschnittfläche

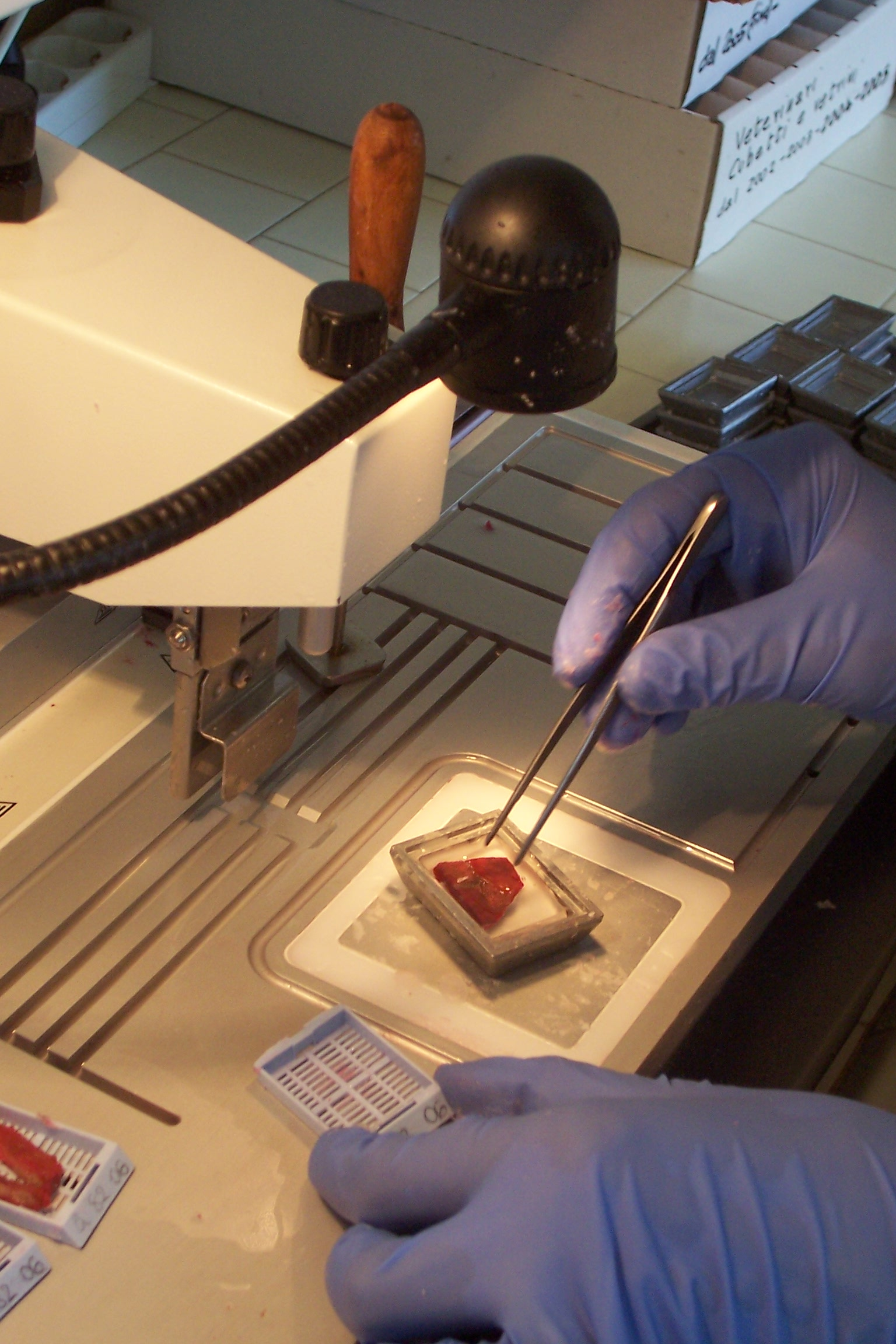
In den Gewebeproben wird Wasser durch Paraffin ersetzt (Wasser durch Ethanol, Ethanol durch Xylol und Xylol durch Paraffin ersetzt).

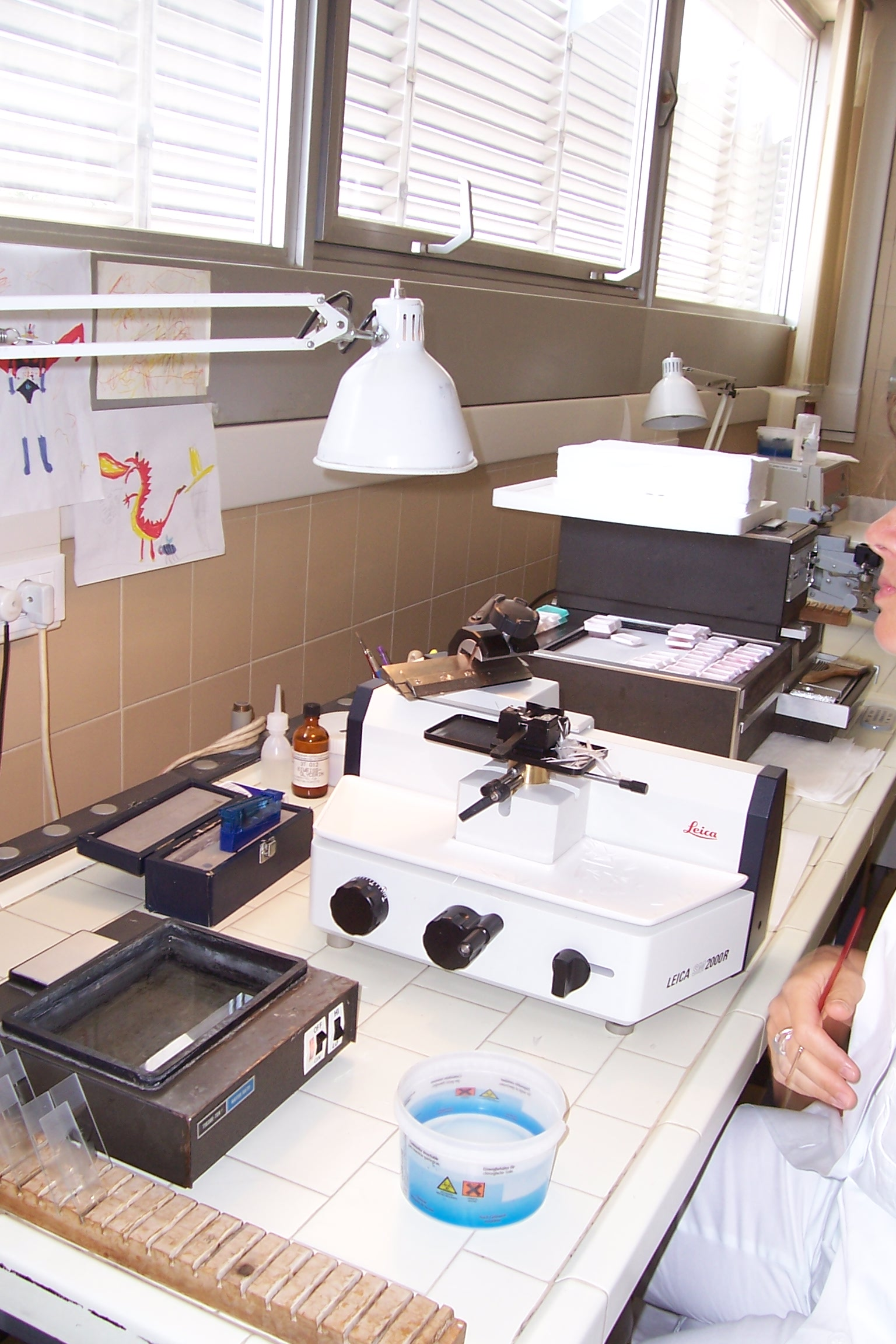
Am Mikrotom werden wenige Mikrometer dünne Schnitte angefertigt.

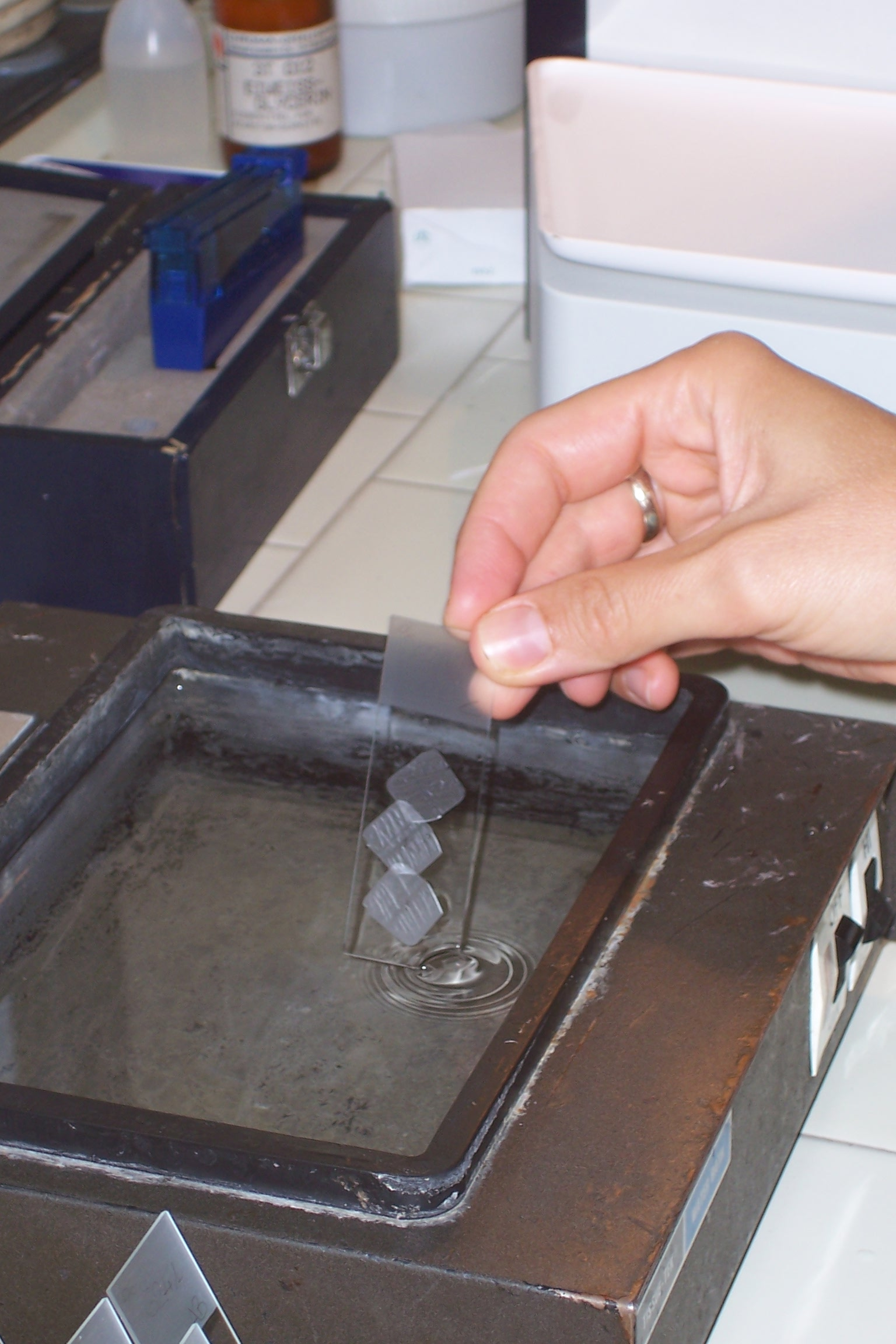
Diese werden im Wasserbad auf Objektträger aufgezogen.

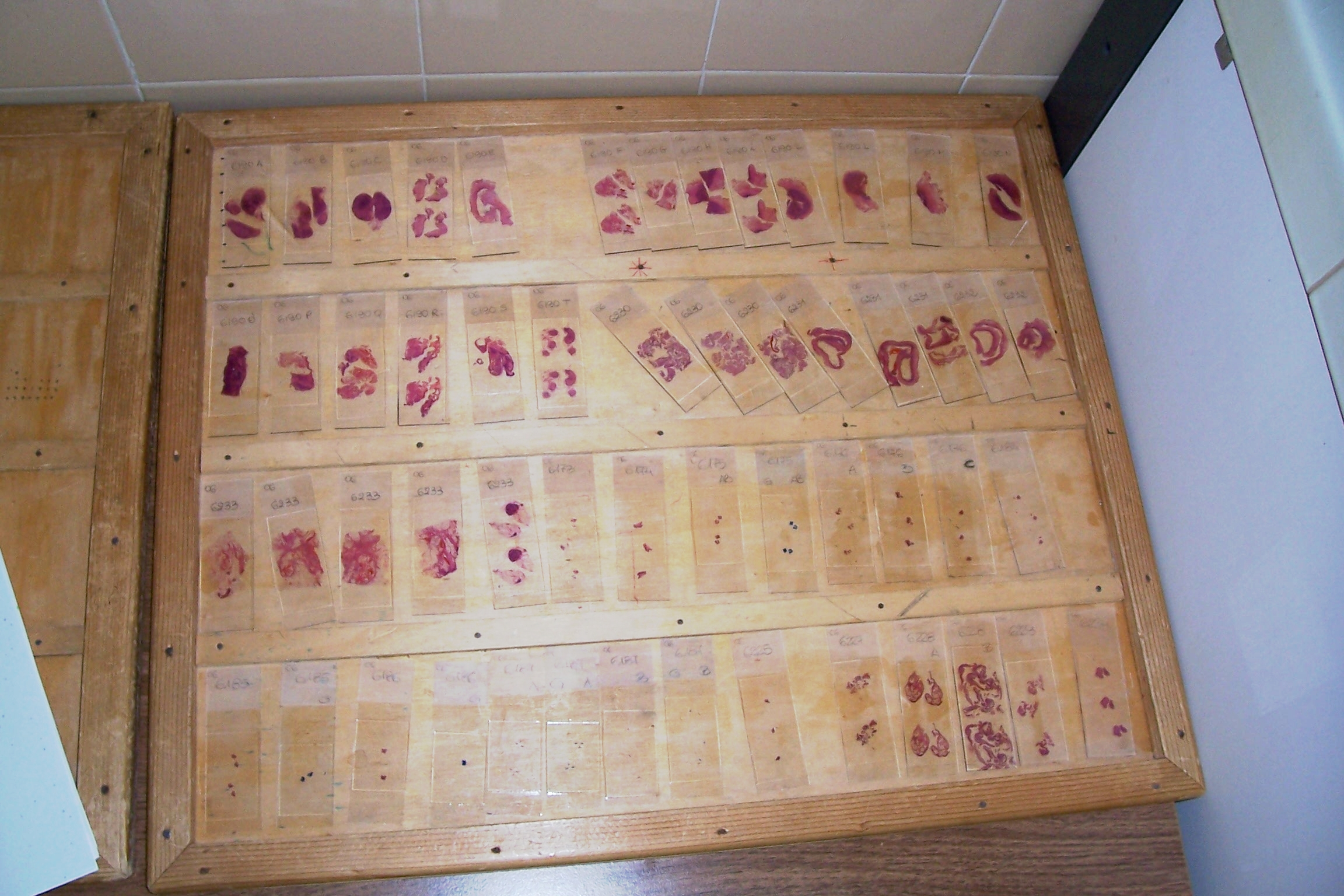
Die Präparate werden dann je nach Fragestellung gefärbt und eingedeckt.

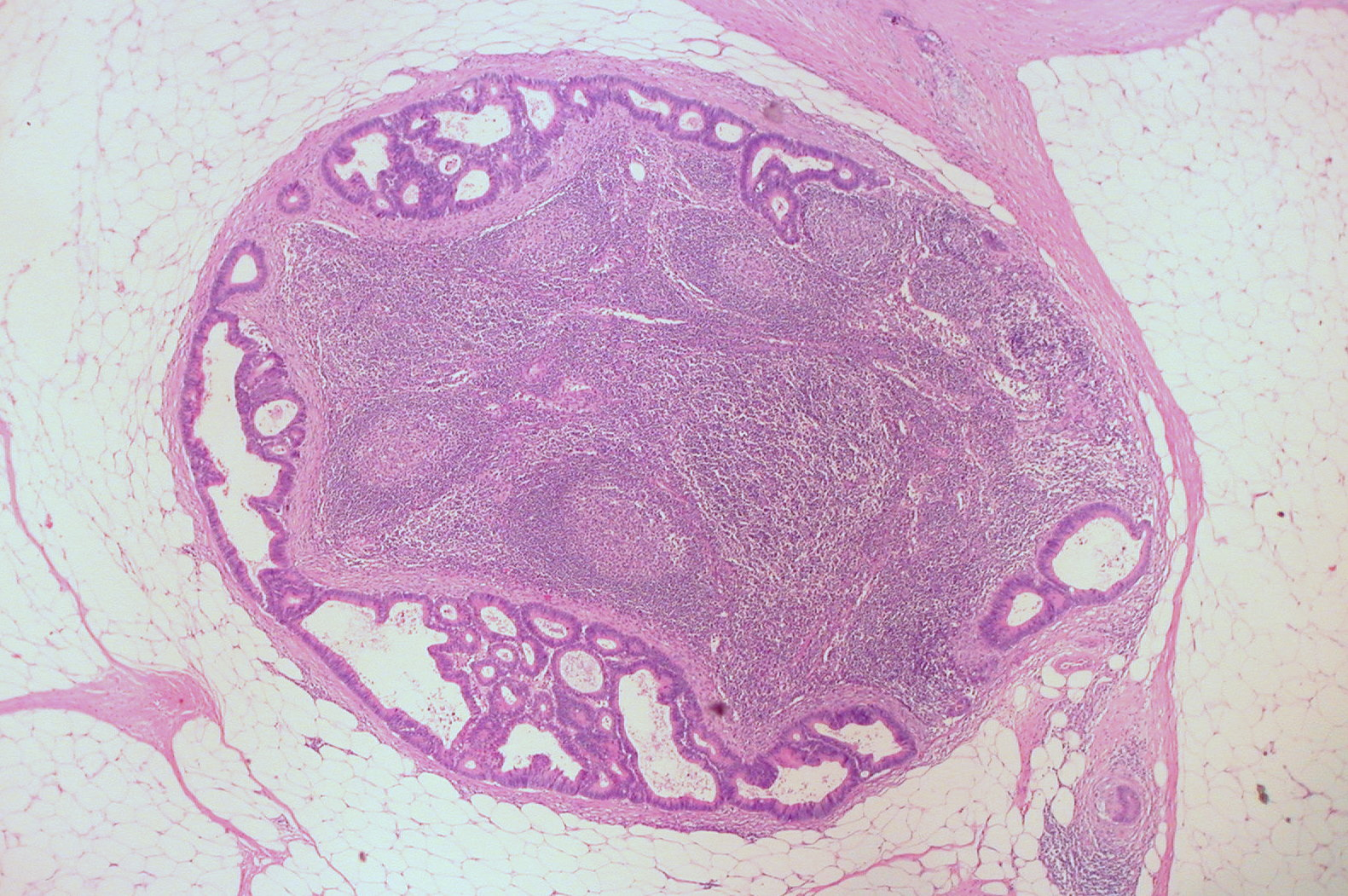
Histologie einer Lymphknotenmetastase bei Darmkrebs (Adenokarzinom). HE-Färbung.

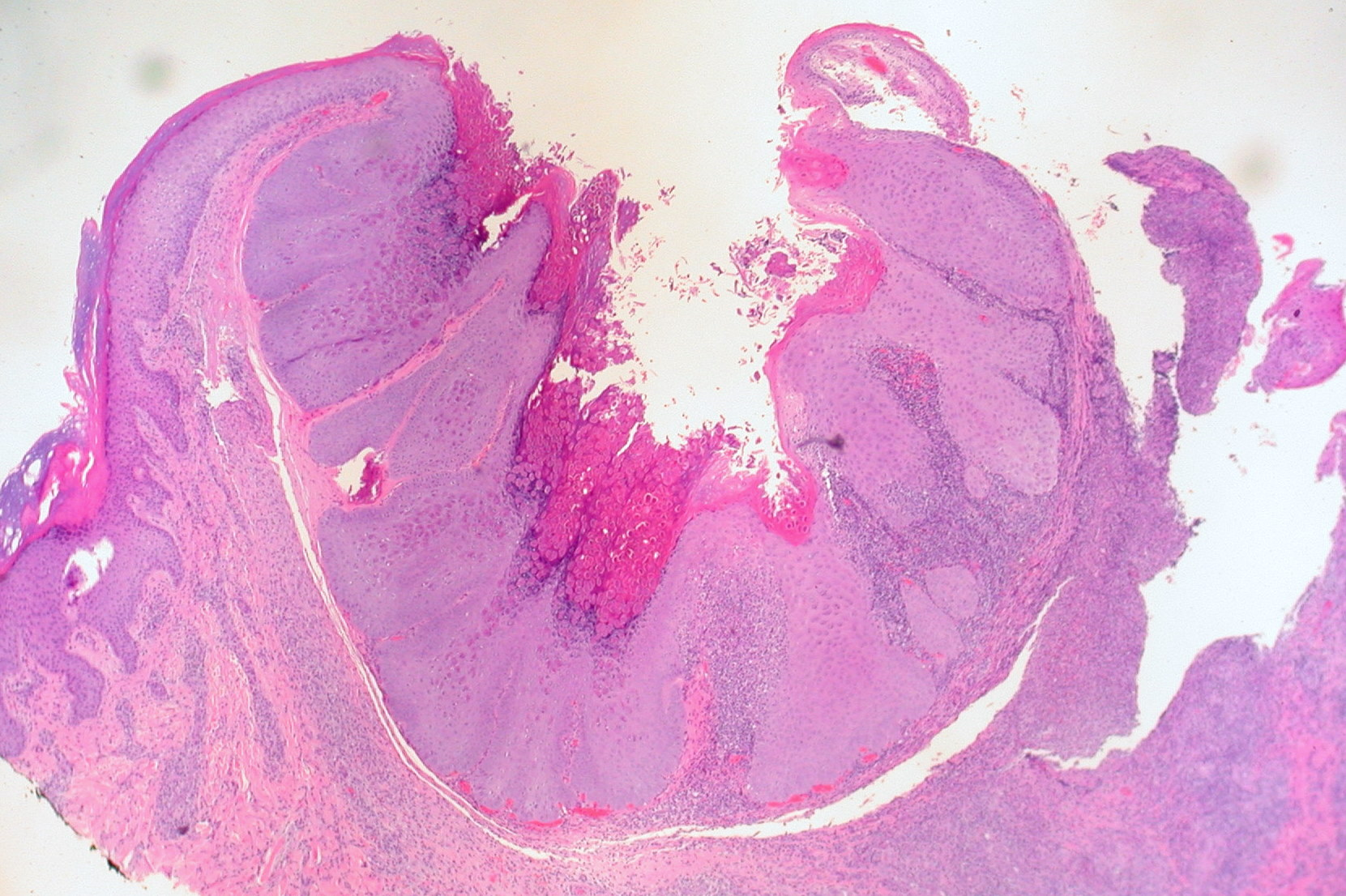
Histologie einer harmlosen Dellwarze an der Haut. HE.

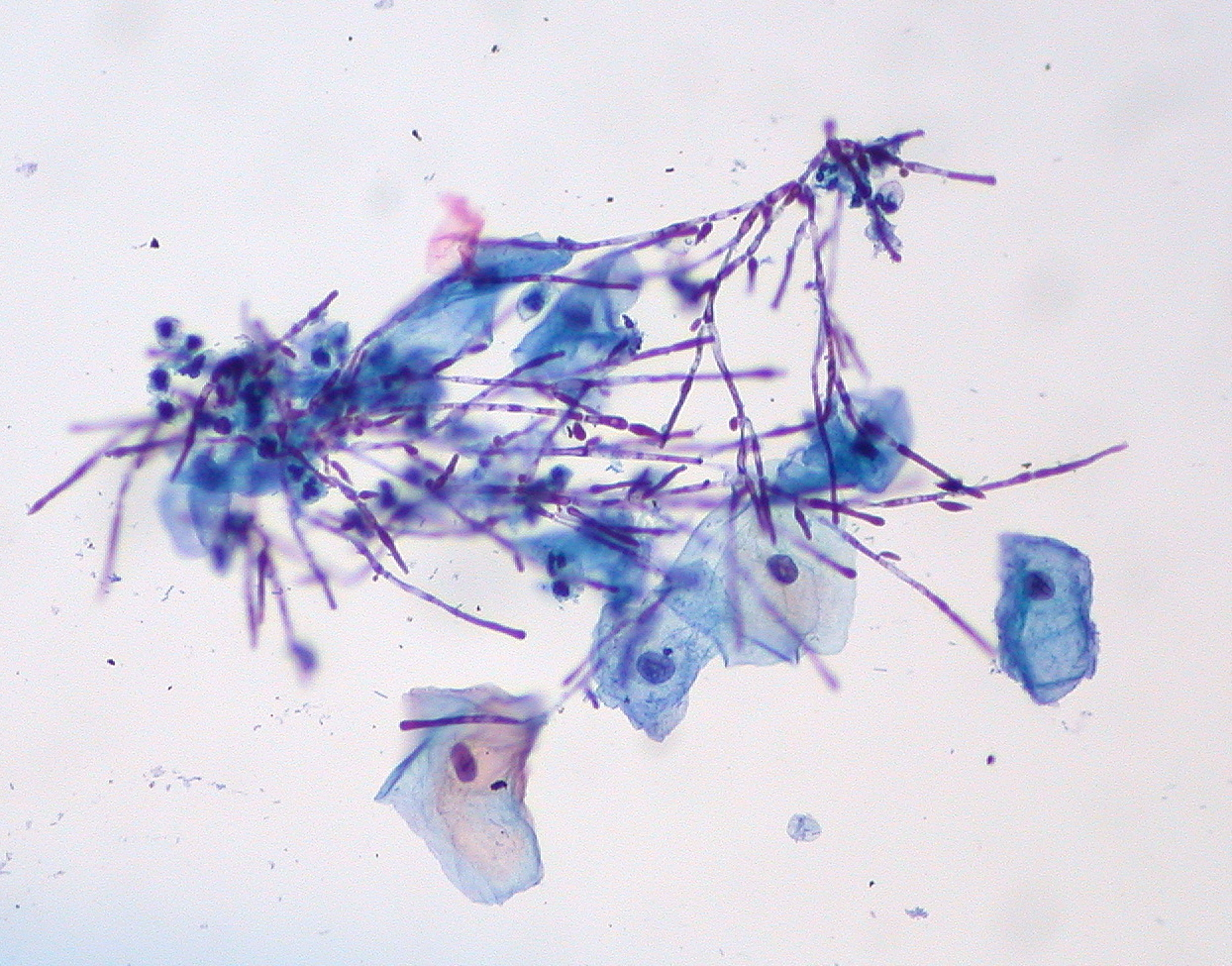
Zytologie mit Plattenepithelzellen und Candida-Pilzen. Papanicolaou-Färbung.

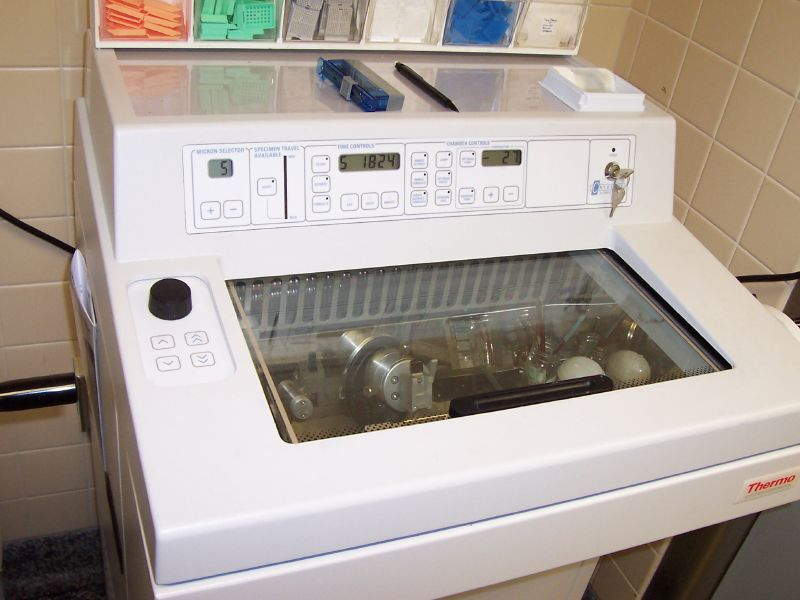
Am Kryostatmikrotom lassen sich zum Beispiel während einer Operation sog. Schnellschnittpräparate anfertigen.

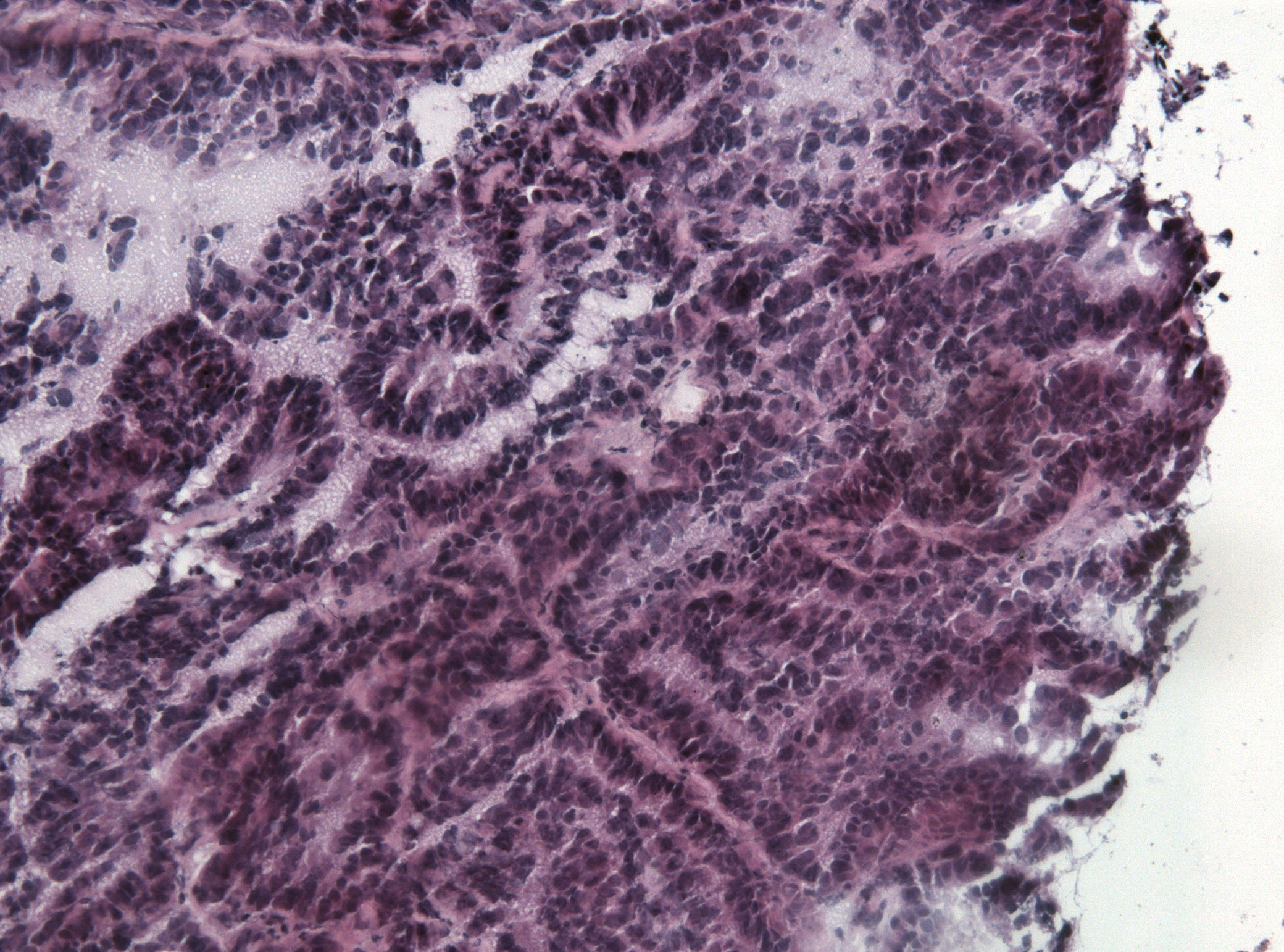
Schnellschnittpräparat eines seltenen Tumors. Die Qualität ist meist schlechter im Vergleich zur langsameren Paraffineinbettung, erlaubt aber eine schnelle vorläufige Aussage.

Die Pathologie (von altgriechisch πάθος páthos, deutsch ‚Krankheit, Leiden‘, und λόγος lógos, deutsch ‚Lehre‘, also „Lehre von den Leiden“) ist die Lehre von den abnormalen und krankhaften Vorgängen und Zuständen im Körper und deren Ursachen. Gegenstand der Erforschung sind sowohl Einzelphänomene (Symptome) als auch Symptomverbände (Syndrome) sowie Missbildungen aller Art. Die Pathologie untersucht die Herkunft (Ätiologie), die Entstehungsweise (Pathogenese), die Verlaufsform und die Auswirkungen von Krankheiten einschließlich der jeweiligen Vorgänge im Körper (Funktionelle Pathologie bzw. Pathophysiologie). Die Wissenschaft vom Normalzustand ist die Orthologie. Eine Einrichtung zum Betreiben von Pathologie wird als Pathologisches Institut bezeichnet.
Die pathologische Diagnostik, also die Tätigkeit des Pathologen (Facharzt für Pathologie), beruht in erster Linie auf der Beurteilung von Geweben anhand ihrer makroskopischen (pathologische Anatomie) und lichtmikroskopischen Aspekte (Histopathologie, Zytologie). Zunehmend werden biochemische und molekularbiologische Methoden eingesetzt, in der Forschung die Elektronenmikroskopie. Pathologen führen auch klinische Obduktionen durch. Die Untersuchung von Geweben lebender Patienten (Biopsie) überwiegt jedoch bei weitem. Gelegentlich wird für diese „Pathologie am Lebenden“ die Bezeichnung Klinische Pathologie verwendet.

## Zum Begriff
Die altgriechische Bezeichnung παθολογία pathologia lässt sich herleiten von den Wörtern πάθος páthos ‚Krankheit, Leiden, Leidenschaft‘ und λόγος lógos ‚Wort, Sinn, Vernunft, Lehre‘. Das latinisierte Substantiv pathologia als ‚die Lehre vom Leiden‘ oder ‚Krankheitslehre‘ ist jedoch erst seit dem 16. Jahrhundert belegt, entstand aus griechisch pathologikè téchne ‚Kenntnis über Krankheit‘ und geht auf den Ausdruck pathologikós bei Galenos zurück, der damit eine „Person, die kundig im wissenschaftlichen Umgang mit Krankheit ist“ bezeichnet hatte. Das Adjektiv pathologisch bedeutet „krankhaft“. In der ersten Hälfte des 19. Jahrhunderts war Allgemeine Pathologie oder französisch pathologie générale die „allgemeine Naturlehre der Krankheiten“, also so etwas wie Krankheitserklärung plus Nosologie. Zudem besteht die Fachrichtung Vergleichende Pathologie (französisch pathologie comparative).
Mit der Anatomie haben Begriffe wie Psychopathologie, Pathologisches Spielen, Pathologische Wissenschaft und Pathologisches Beispiel nichts zu tun.

## Geschichte
In ihrer heutigen Form geht die Pathologie, als Wort bereits von Jean Fernel populär gemacht worden war, auf den italienischen Forscher Giovanni Battista Morgagni (1682–1771) zurück, der mit seinem fünfbändigen Werk De sedibus et causis morborum ‚Vom Sitz und den Ursachen der Krankheiten‘ im Jahr 1761 den Grundstein für die wissenschaftlichen Forschungen legte, wobei er der Grundlage zahlreicher klinischer Fälle und Obduktionsbefunden den anatomischen Sitz von Krankheiten betonte, und insbesondere als Begründer der Pathologischen Anatomie gilt.
Bereits im Altertum wurden in Ägypten und Griechenland Leichenöffnungen durchgeführt, die aber mehr der anatomischen Bildung dienten. Im 16. Jahrhundert gab es Bestrebungen, durch Erforschung der Todesursache bei der Leichenöffnung die Kenntnis von den Krankheitsprozessen zu vertiefen, etwa bei Volcher Coiter und Jean Fernel. Erst mit Ende des 18. Jahrhunderts wurden auf Grund des weiter zunehmenden Verständnisses für die Bedeutung der Leichenschau erste Fachvertreter, die eigens für die Sektionen verantwortlich waren, bestellt. Der erste sogenannte Prosektor (von lateinisch prosecare ‚vorschneiden‘) begann 1796 am Wiener Allgemeinen Krankenhaus seine Arbeit. Lange Zeit maßgeblich als Lehrbuch der Pathologie waren die von Hieronymus David Gaub 1758 in Leiden veröffentlichten Institutiones pathologiae medicinalis. Der erste Lehrstuhl für Pathologie wurde 1819 in Straßburg eingerichtet (Jean-Frédéric Lobstein, 1777–1835). Als Prüfungsfach wurde Pathologie im Jahr 1844 in Wien eingeführt.
Die den theoretischen Konzepten seiner Zeit entgegenstehende auf empirischen Methoden beruhende Analytische Pathologie begründete um 1840 der italienische Arzt Maurizio Bufalini (1787–1885).
Als ein eigenständiges Lehrfach an deutschen Universitäten hatte sich die Pathologische Anatomie, zu deren Wegbereitern am Ende des 15. Jahrhunderts beispielsweise der italienische Anatom und Pathologe Antonio Benivieni gehörte, zwischen 1845 und 1876 etabliert. Das erste amerikanische Werk für dieses Fachgebiet wurde von dem Anatomen William Edmonds Horner 1829 veröffentlicht. Ab 1858 machte Rudolf Virchow, für den in Berlin 1856 das von ihm geleitete erste pathologische Institut Deutschlands errichtet worden war, die von ihm in Würzburg entwickelte Zellularpathologie bekannt, die nun auf der Ebene von Körperzellen pathologische Veränderungen untersuchte. Diese ist ein Hauptbestandteil des heute gültigen Krankheitskonzepts. Virchow gilt als „Initiator der modernen Pathologie im deutschsprachigen Raum“. Durch den Einfluss von Virchows Werken verdrängte im deutschen Sprachraum der Begriff Pathologie die Teilgebietsbezeichnung „Pathologische Anatomie“. Ebenfalls im 19. Jahrhundert setzte die historische Erforschung von Entwicklung und Grundlagen der Pathologie ein. In der zweiten Hälfte des 19. Jahrhunderts wurde die Pathogenese neben der Ätiologe grundlegendes Einteilungsprinzip der im letzten Viertel des 19. Jahrhunderts noch hauptsächlich morphologisch ausgerichteten Pathologie. Die französischen Pathologen wie Pierre Charles Alexandre Louis, Jules Gavarret und Gabriel Andral setzten auf einen statistisch vergleichenden Standpunkt.

## Allgemeine und Spezielle Pathologie
Für den akademischen Unterricht („Pathologie erklärt Krankheiten“) unterscheidet man die Allgemeine Pathologie von der Speziellen Pathologie:
- Die Allgemeine Pathologie entspricht einer allgemeinen Krankheitslehre, die über die Ätiologie (Medizin), die kausale (warum?) und formale (wie?) Pathogenese sowie über den Krankheitsbegriff (Was ist Krankheit?) Auskunft gibt.
  - Anpassungsreaktionen (Adaptation)
  - Nekrose
  - Allgemeine Kreislaufstörungen
  - Thrombose, Embolie, Infarkt
  - Entzündung, akute und chronische
  - Immunpathologie (Allergie, Transplantation)
  - Tumoren
- Die Spezielle Pathologie beschreibt die speziellen Krankheiten der Organe anhand makroskopischer, mikroskopischer, elektronenmikroskopischer, immunhistologischer und molekularpathologischer Befunde. In der Zusammenschau mit den zugehörigen klinischen Befunden ergibt sich so für den einzelnen Krankheitsfall die für die weitere Behandlung eines Patienten erforderliche klinisch-pathologische Diagnose.
  - Atherosklerose
  - Herzinfarkt
  - Andere Herzkrankheiten
  - Atemwegserkrankungen
  - Verdauungstrakt und Leber
  - Gallenwege und Bauchspeicheldrüse
  - Nierenkrankheiten
  - Ableitende Harnwege
  - Männliche und weibliche Geschlechtsorgane
  - Erkrankungen der Weiblichen Brust
  - Skeletterkrankungen, Knochentumoren
  - Erkrankungen des Zentralnervensystems

## Aufgaben des Pathologen

### Untersuchung von Gewebs- und Zellproben
Nach operativer Entfernung eines Organs oder Entnahme eines kleinen Gewebsstückes bzw. von Zellproben (Zytodiagnostik) durch einen Arzt, wird das entsprechende Gewebe vom Pathologen untersucht. Kleine Biopsien werden direkt zu Schnittpräparaten weiterverarbeitet, welche unter dem Mikroskop betrachtet werden. Große Präparate werden zunächst präpariert und mit dem bloßen Auge (makroskopisch) beurteilt. Auffällige Bestandteile mit möglichen krankhaften Veränderungen werden aus dem Präparat herausgeschnitten (sog. „Zuschnitt“) und wiederum vom Labor zu Schnittpräparaten verarbeitet. Eine Sonderform des Zuschnitts ist der Schnellschnitt. Hier werden intraoperativ (während einer Operation, in der der Patient noch in Narkose liegt) Gefrierschnitte von Gewebe angefertigt, z. B. ein Resektionsrand bei einer Tumoroperation. Da Gefrierschnitte generell eine schlechtere Qualität besitzen und häufig keine weiterführenden Untersuchungen ermöglichen, werden standardmäßig außerhalb von Schnellschnitt-Situationen Paraffinschnitte mit HE-Färbung angefertigt.
Mit Hilfe des Mikroskops gibt der Pathologe Auskunft über die Art einer Erkrankung und ihren Schweregrad. Er stellt somit Diagnosen, die durch eine alleinige klinische oder radiologische Untersuchung nicht gestellt werden können. Insbesondere im Fall eines Tumors und der Frage nach der Gut- oder Bösartigkeit ist ein Pathologe gefragt. Er begutachtet den Typ, die Größe, die Ausdehnung, die Bösartigkeit eines Tumors und prüft, ob er bei der Operation im Gesunden entfernt wurde. Er liefert dem klinischen Arzt somit viele wichtige Prognosefaktoren (z. B. TNM-Klassifikation), die zur richtigen Behandlung des Patienten unverzichtbar sind. Neben der histologischen Beurteilung werden in der modernen Pathologie auch hochspezialisierte Verfahren wie die Immunhistochemie oder die Molekularpathologie (z. B. Fluoreszenz-in-situ-Hybridisierung, PCR) eingesetzt. Damit können Informationen über einen Tumor auf molekularer Ebene gewonnen werden, die für eine bestimmte Therapieform entscheidend sind (z. B. Hormonrezeptoren beim Brustkrebs als Grundlage zur Behandlung mit Tamoxifen).

### Obduktion
Eine weitere Aufgabe des Pathologen besteht in der Durchführung von Obduktionen, weshalb die Pathologie häufig mit der Rechtsmedizin verwechselt wird. Eine Obduktion durch den Pathologen wird vorgenommen, wenn ein Patient eines natürlichen Todes gestorben ist (z. B. nach einem Herzinfarkt) und seine Angehörigen mit der Obduktion einverstanden sind. Dabei dient diese sogenannte klinische Obduktion der Klärung der Todesursache und der vorbestehenden Erkrankungen. Sie gibt dem behandelnden Arzt eine Rückmeldung über die Richtigkeit seiner Diagnosen und seiner Behandlung. Häufig kann eine solche Klärung der Todesursache für die Angehörigen entlastend sein und sie von Selbstvorwürfen befreien (z. B. nach dem plötzlichen Einsetzen eines tödlichen Krankheitsverlaufes). Auch kann eine Obduktion Hinweise auf familiäre Risikofaktoren geben (z. B. Krebsarten oder erbliche Erkrankungen). Die Rechtsmedizin hingegen beschäftigt sich unter anderem mit der Klärung unnatürlicher Todesursachen (z. B. Mord oder Unfall). Sowohl Pathologen als auch Rechtsmediziner stören sich daran, wenn in Fernsehkrimis und im allgemeinen Sprachgebrauch stets nur von „Pathologen“ bzw. „Pathologie“ die Rede ist, es sich aber im Allgemeinen um einen Rechtsmediziner handelt. Der geläufige Irrtum erklärt sich aus einer Fehlübersetzung („Falscher Freund“): Im amerikanischen Sprachgebrauch entspricht der Rechtsmediziner dem forensic pathologist.
Obwohl die meisten Laien bei der Pathologie an Obduktionen denken, dient die Arbeit des Pathologen heutzutage in erster Linie dem lebenden Patienten. Durch seine histologischen Untersuchungen leistet er einen wichtigen Beitrag zur richtigen Behandlung. In der modernen Pathologie stehen wenige Obduktionen (je nach Institut zwischen 0 und 200 pro Jahr) zehntausenden Biopsien von lebenden Patienten entgegen.

### Qualitätssicherung
Die Pathologie ist weiterhin eines der wichtigsten Instrumente der Qualitätssicherung in der Medizin. Um den medizinischen Standard zu halten und zu verbessern, wird oft eine kollegiale Konfrontation des klinisch tätigen Arztes mit der kontrollierenden Diagnostik des Pathologen gefordert, nicht nur während des Lebens des Patienten, sondern auch nach dessen Tod. Die entsprechende Veranstaltung hat als „klinisch-pathologische Konferenz“ einen festen Platz nicht nur im klinischen Praxisalltag, wo oft wöchentliche Treffen stattfinden, auf denen Pathologen ihre Befunde mit den am Patientenbett tätigen Ärzten gemeinsam besprechen. Als „Teamplayer“ ist der Pathologe insbesondere auch an interdisziplinären Tumorkonferenzen beteiligt, wo zusammen mit Radiologen, Onkologen und weiteren Fachrichtungen die Weichen für die individuell abgestimmte Therapie des Patienten gestellt werden.

### Lehre und Forschung
Insbesondere an Universitätskliniken sind Pathologen auch in die Ausbildung des ärztlichen Nachwuchses sowie in die Forschung, etwa auf dem Gebiet der experimentellen Histopathologie, eingebunden.

## Teilgebiete der diagnostischen Pathologie
Die Tätigkeit des Pathologen gliedert sich in verschiedenen Arbeitsbereiche.
- Pathologische Anatomie (Makroskopie): Die Untersuchung von krankhaften Veränderungen des Körpers mit bloßem Auge, zum Beispiel im Rahmen der Obduktion oder beim Zuschnitt, d. h. bei der Präparation von Operationspräparaten. Hierbei lassen sich wie bei der körperlichen Untersuchung des Lebenden bereits viele Rückschlüsse auf das Krankheitsgeschehen ziehen. Die pathologische Anatomie als „genaue Beobachtung krankhafter Veränderungen an den Organen und systematische Suche nach den Ursachen und Folgen der jeweiligen Erkrankung am anatomischen Substrat“[22] hatte, nachdem Andreas Vesalius im 16. Jahrhundert bereits den Grundstein[23] gelegt hatte, am Ende des 17. und Anfang des 18. Jahrhunderts[24] (etwa mit Giovanni Battista Morgagni und später John Hunter[25]) einen gewaltigen Aufschwung erlebt, hatte ihren Höhepunkt im medizinischen Denken unter Rudolf Virchow[26] und bildet den Ursprung der heutigen Wissenschaft.[27][28] Erster Ordinarius für pathologische Anatomie wurde Adam Bernhard Mohr 1845 an der Universität Würzburg, deren und Deutschlands erster Privatdozent für das Fach 1817 der spätere Kliniker Johann Lukas Schönlein war.[29]
- Histopathologie: Die Untersuchung von Gewebe am Lichtmikroskop ist die wesentliche Tätigkeit des Pathologen und vielfach der „Goldstandard“ zur Diagnosestellung, insbesondere von Tumorerkrankungen. Dazu werden vom zu untersuchenden Gewebe nach Fixation in Formalin und Einbettung in Paraffin dünne Schnittpräparate angefertigt, gefärbt und meist bei 10- bis 400-facher Vergrößerung beurteilt. Als Standardfärbung hat sich hierbei die HE-Färbung etabliert, die zur Diagnosestellung vielfach ausreicht. Zusätzlich gibt es viele Sonderfärbungen (Histochemie), die besondere Gewebseigenschaften hervorheben, z. B.:
  - Masson-Goldner – Bindegewebe grün
  - Elastica-van-Gieson (EvG) – Bindegewebe rot und elastische Fasern violett
  - Kongorot – Amyloid rot
  - PAS – Kohlenhydrate/Glykoproteine rot, darunter Glykogen, Muzine, Pilze, pflanzliches Material, Basalmembran
- Polarisation: Mittels Polarisationsfilter können mikroskopisch verschiedene Stoffe zum Leuchten gebracht werden, z. B. Kollagen, Amyloid (nach Kongorot-Färbung), Fremdmaterial oder Harnsäurekristalle (Nativpräparat).
- Schnellschnittdiagnostik: Das Gewebe wird direkt eingefroren, geschnitten und HE-gefärbt, um z. B. eine schnelle vorläufige Aussage während einer Operation zu treffen. Nachteil ist der höhere Arbeitsaufwand pro Fall und die geringere Treffsicherheit aufgrund von Gefrierartefakten und reiner HE-Diagnostik.
- Zytopathologie: Untersuchung von Einzelzellen (Zytodiagnostik), anstelle von Gewebsproben. Das bekannteste zytologische Verfahren ist der sogenannte PAP-Abstrich vom Muttermund zur Früherkennung des Gebärmutterhalskrebses. Weiterhin können Körperflüssigkeiten wie Urin, Ergüsse oder Bronchialsekrete untersucht werden. Zytologische Untersuchungen sind schnell, kostengünstig und weniger invasiv als Biopsien durchzuführen, aber auch nicht immer besonders aussagekräftig. Sie eignen sich als Suchtest (Screening), können die Biopsie zur definitiven Abklärung in der Regel jedoch nicht ersetzen.
- Immunhistochemie und Immunzytologie: Mit Farbstoff-markierten Antikörpern können spezifische Eiweißstrukturen (wie z. B. DNA-Reparaturproteine, Zytoskelettproteine oder Rezeptoren) der zu untersuchenden Zellen sichtbar gemacht werden. Diese Technik hat insbesondere die Tumordiagnostik revolutioniert. Tumoren können damit z. B. hinsichtlich ihrer Artdiagnose genauer typisiert werden (z. B. Lymphome), Metastasen können ihrem Ursprung besser zugeordnet werden und es lassen sich Prognose- und Therapierelevante Marker bestimmen, wie z. B. beim Brustkrebs die Wachstumsrate (Mib1/Ki67), der Östrogenrezeptor, der Progesteronrezeptor und HER2/neu.
- Die Elektronenmikroskopie spielt eine untergeordnete Rolle. Sie kommt bei bestimmten Fragestellungen zum Einsatz, wie z. B. Zilienerkrankungen (Kartagener-Syndrom) oder bestimmte Nierenerkrankungen (Glomerulonephritis).
- Molekularpathologie: Der jüngste Zweig der Pathologie untersucht Veränderungen auf genetischer bzw. DNA- oder RNA-Ebene z. B. mittels in-situ-Hybridisierung (ISH), PCR, Sequenzierung usw. Hiermit können z. B. Tumor-spezifische Mutationen nachgewiesen werden wie z. B. die SYT-SSX-Translokation beim Synovialsarkom, die MDM2- und CDK4-Amplifikation beim Liposarkom und die ESW-FLI1-Translokation beim Ewing-Sarkom. Oder es können therapierelevante Mutationen untersucht werden wie z. B. im BRAF-Gen beim malignen Melanom oder im EGFR-Gen beim Lungenkrebs.

## Ausbildung zum Facharzt für Pathologie (Humanmedizin)
Die Ausbildung zum Pathologen oder Neuropathologen setzt die Approbation als Arzt und damit ein erfolgreich abgeschlossenes mindestens 6-jähriges Studium der Humanmedizin voraus. Darauf aufbauend folgt eine mindestens 6-jährige Weiterbildung zum Facharzt, an deren Ende die Facharztprüfung steht.